# Dries Leirs
Dries Leirs (* 13. Juni 1991) ist ein belgischer Eishockeyspieler, der seit 2007 bei HYC Herentals spielt. Seit 2016 spielt er mit der Mannschaft in der belgisch-niederländischen BeNe League.

## Karriere
Dries Leirs spielt seit Anbeginn seiner Karriere bei HYC Herentals. 2008 debütierte er für den Klub aus der Provinz Antwerpen in der belgischen Ehrendivision und gewann mit ihm 2009 den ersten Meistertitel nach sieben Jahren. 2012 gelang gar das Double aus Meisterschaft und Pokalsieg. Daneben nahm er mit HYC Herentals 2010 bis 2012 auch am niederländisch-belgischen North Sea Cup teil. Nachdem der Nordsee-Pokal 2012 eingestellt worden war, wechselte Leirs mit seiner Mannschaft in die niederländische Ehrendivision. 2013 konnte er mit der Mannschaft aus Flandern den belgischen Pokal verteidigen. Seit 2016 spielt er mit HYC in der im Vorjahr gegründeten BeNe League und konnte 2017 erneut das Double aus belgischer Meisterschaft und Pokalwettbewerb gewinnen.

### International
Im Juniorenbereich spielte Leirs für Belgien bei den U18-Weltmeisterschaften 2008 und 2009 sowie den U20-Weltmeisterschaften 2010 und 2011 jeweils in der Division II.
Für die Herren-Nationalmannschaft nahm er an den Weltmeisterschaften der Division II 2010, 2011, 2012 und 2013 teil.

## Erfolge und Auszeichnungen
- 2009 Belgischer Meister mit HYC Herentals
- 2012 Belgischer Meister Pokalsieger und mit HYC Herentals
- 2012 Aufstieg in die Division II, Gruppe A, bei der Weltmeisterschaft der Division II, Gruppe B
- 2013 Belgischer Pokalsieger mit HYC Herentals
- 2017 Belgischer Meister und Pokalsieger mit HYC Herentals